# Senna monozyx
Senna monozyx är en ärtväxtart som först beskrevs av Howard Samuel Irwin och Rupert Charles Barneby, och fick sitt nu gällande namn av Howard Samuel Irwin och Rupert Charles Barneby. Senna monozyx ingår i släktet sennor, och familjen ärtväxter. Inga underarter finns listade i Catalogue of Life.